# Kraljeve grobnice Selca e Poshtme
Ilirske grobnice v Selca e Poshtme (albansko Varret e Selcës së Poshtme) so v bližini mesta Pogradec v Albaniji v bližini vasi Selcë e Poshtme. Na desnem bregu reke Škumbin na nadmorski višini 1040 m ležijo ostanki starodavnega mesta Pelion in spremljajoča nekropola. Mimo nje je peljala rimska Via Egnatia proti Solunu. Čeprav obstajajo sledovi človekovega delovanja v neolitiku, sega sama naselbina v železno dobo (ilirska protourbana) pa vse do ilirske urbane dobe (5. do 2. stoletje pr. n. št.) , je doseglo svoj vrhunec pod poselitvijo z ilirskim plemenom Enhelejcev v poznejši železni dobi in je bilo zasedeno tudi v rimski dobi kot kažejo sledi občinske stavbe. Od 4. do 1. stoletja pred našim štetjem je bilo mesto kraljeva rezidenca ilirskih kraljev in zato verjetno tudi pomembno politično in gospodarsko središče. Leta 1996 je Albanija vključila kraljeve grobnice Selca e Poshtme na Unescov seznam predlogov svetovne dediščine.

## Naselje
Od leta 1969 do 1972 je izkopavanja vodil albanski arheolog Neritan Ceka.
Kot je povedal Ceka, ima naselje pet faz zasedbe. Selca I do III delimo na: pozni neolitik, zgodnjo bronasto dobo in pozno bronasto dobo, ki jih predstavljajo različne keramične oblike. Naselje je bilo neprekinjeno naseljeno od bronaste do železne dobe. V 6. do 5. stoletju pred našim štetjem se je naselje razvilo kot proto-urbano središče ob cesti, ki je tekla ob reki Škumbin, ki je povezovala obalo Albanije z Makedonijo. Iz železne dobe je na najdišču stalno naselje. Okoli 570 / 550 pr. n. št. pridemo v fazo Selca IV, o čemer pričajo sledovi požganih bivališč, keramike, vključno z uvozom iz Korinta v spodnjem obzorju, in nekaj jonskih izdelkov. V zgornjem obzorju je bila najdena lokalna, rdeče-rjavo poslikana keramika, lončenina narejena z lončarskim kolesom z dvema ročajema ter jonski in atiški izdelki. Lokalni lončarji so kopirali grške modele in na njih je vplival tudi njihov slog. V 4. stoletju je bila akropola utrjena z obdajajočim zidom iz dobro klesanega kamna. Mesto je zasedlo površino 30.000  m2.
V 4. in 3. stoletju pred našim štetjem je bila Selca pomembno trgovsko središče in je bila upravno središče Ilirske pokrajine Dasaretae. Terase so nastale z namenom razvoja naselja na hribovitem terenu. V 3. stoletju so bile v skalo okoli akropole vrezane monumentalne grobnice, nekatere z jonskimi stebri. Ena od teh grobnic je bila ob koncu 2. stoletja ponovno uporabljena in v njej so odkrili širok nabor najdb, vključno z orožjem, bronastimi posodami, keramiko in zlatim nakitom.
Gradnja Via Egnatia, ki je obšla mesto, je privedla do njegovega zatona. V 4. stoletju našega štetja so Selca kot vojaško in upravno središče ponovno utrdila s kamnitimi zidovi, vezanimi z malto. Hiše so bile zgrajene iz ponovno uporabljenih rimskih in ilirskih zidov. Na podlagi najdb kovancev je mogoče določiti dva elementa faze gradnje. Prvi iz časa Valentinijana I. (364-375), drugi iz časa Justinijana I. (518 - 565) do let 547 / 548. Mesto je bilo gospodarskega in političnega pomena, preden so ga osvojili Slovani, ki so uničili še zadnje ostanke ilirskega mesta.

## Grobnice
Kraljeve grobnice so pod akropolo, vklesane v skalo in nastale v času vladavine ilirskih kraljev (4. do 3. stoletja pr. n. št.).

### Grobnica I - Grob v skalni komori z jonskim redom (4. do 3. stoletje pr. n. št.)
Grobnica I je sestavljena iz pravokotne komore s predprostorom ali preddvoriščem. Pogrebno komoro, katere višina je 2,10 m, prekriva banjast obok. Zunaj vrat je dežni žleb. Pročelje grobnice ima stebrišče iz dorskih pilastrov s kapiteli, ki spominjajo na jonski red, ki krasijo pročelje, na katerem so še vedno vidne sledi slikarstva, z entablaturo zgoraj. Vrata so velika. V grobnici sta dva skalnata ležalnika, en ob stranski steni in drug ob zadnji steni. Ta grobnica je orientirana na makedonsko monumentalno grobnico iz druge polovice 4. stoletja pr. n. št.

### Grobnica II – Gledališki grob (sredina 3. stoletja pr. n. št.)
Grobnica II ima dva elementa: spodaj je pravokotna grobnica s stopnicami, ki vodijo navzdol. Prvotno bi bila zaprta s kamnitimi ploščami. Zgoraj je gledališki kompleks z dvema stopničastima vrstama sedežev, ki bi lahko služili za kakršne koli obrede ali družinske obiske v zvezi s pokojnikom.

### Grobnica III - Osrednji grob (sredina 3. stoletja pr. n. št.)
Ta grobnica je na dveh nivojih. Zgornji nivo je v skalo vrezana eksedra kot jonski hemicikel z osmimi pilastri, katerih kapiteli so bili ločeno ob strani vhoda. Na levi strani je niša z reliefom, vklesanim z bukranijem in čelado pergamonskega tipa. Desno je relief ilirsko-makedonskega ščita. Tla grobnice so imela mozaik, a od tega ni ostalo nič. Vrata, ki bi bila zaprta, vodijo v ozko komoro. Gilkes  meni, da je bila ta komora morda opuščena zaradi nepravilnosti kamnine in da je bila spodnja komora zaradi tega razrezana. Vidna je napaka v skali in grobe sledi. 
Druga komora ima visok banjast obok in vsebuje dva lepo izrezljana sarkofaga v obliki ležalnikov. Iz te komore je bilo najdenih 10 pokopov, nekateri v sarkofagih, drugi pa v tleh. Drugo obdobje pokopa je izpričano. Ti segajo v zadnja desetletja 3. stoletja in so ustvarili veliko nagrobnih predmetov, ki so zdaj na ogled v Tirani. Nekateri znanstveniki verjamejo, da je bila to grobnica kraljeve družine. Med nagrobnimi predmeti so zlati uhani, ogrlice, žebljički, prstani, vse helenističnega tipa, pasovi okovja, železo, srebrni okras, ki prikazuje bitko, oklep, konice sulice in 30 keramičnih posod.

### Grobnica IV (druga polovica 3. st. pr. n. št.)
Grobnica IV ima 5 m visoko fasado z dvema ločeno izklesanima jonskima stebroma ter tempeljskim ogredjem in timpanonom. Je najbolj monumentalna od vseh. Fasada ni več na mestu, čeprav se nekateri deli vidijo na tleh. Prvotno je imela dvokrilna kamnita vrata. Reže v pragu so jasno vidne. Podstrešna grobnica je vklesana v banjast obok in je bila prvotno prekrita s poslikanim ometom. V komori je en sam sarkofag iz kamnitih plošč, ki je bil oropan v antiki. Grob je iz druge polovice 3. stoletja pr. n. št. V skalo dolgega pročelja je vklesanih sedem niš, delno prekritih z napisi, ki bi jih po besedah arheologov lahko naredil gradbenik ali nadzornik del. Izvirajo iz 1. stoletja pred našim štetjem.

### Grobnica V (pozno 3. st.)
Zadnja grobnica ima obliko makedonske zgrajene grobnice in je sestavljena iz predsobe in dejanske grobnice, tako pokrite kot zgrajene v leseni konstrukciji. Kamnita plošča z reliefom služi kot lažna vrata v grobno komoro. V sami komori so ostanki treh sarkofagov v obliki klinai, zgrajenih iz pokončnih kamnitih blokov. Uporabljali so jih predvsem za pokope trupel. Kasneje so bile v sarkofag položene žare in nagrobni predmeti. Grobnica je bila oropana že v antiki.